# Алісія Алонсо
Алісія Алонсо (ісп. Alicia Alonso; уроджена ісп. Alicia Ernestina de la Caridad del Cobre Martínez del Hoyo; 21 грудня 1920, Гавана — 17 жовтня 2019) — кубинська балерина, хореограф і педагог, авторка Національного балету Куби (ісп. Ballet Nacional de Cuba).

## Біографія
Молодша з чотирьох дітей, батьки — вихідці з Іспанії, батько — армійський офіцер, сім'я належала до середнього класу. Почала вчитися балетному мистецтву з 9 років, її викладачем була колишня артистка Великого театру, учасниця трупи Сергія Дягілєва Софія Федорова. Дебютувала дитиною в балеті «Спляча красуня».
У п'ятнадцятирічному віці вийшла заміж за кубинського танцівника і викладача балетного мистецтва Фернандо Алонсо. Навчалася в Нью-Йорку і Лондоні. У дев'ятнадцятирічному віці частково втратила зір, що погіршувався надалі (до цього часу актриса фактично осліпла). В 1939—1940 активно брала участь в створенні Американського балетного театру. З 1943 стала його провідною артисткою.
2 листопада 1943 замінила Алісію Маркову в ролі Жізелі, з тріумфу в цій ролі почалася її світова слава. Працювала з Михайлом Фокіним, Джорджем Баланчиним, Леонідом Мясіним, Броніславою Ніжинською та іншими уславленими постановниками. Постійно виступала разом з Ігорем Юшкевич.
В 1948 році створює на Кубі власну балетну компанію «Балет Алісії Алонсо» (ісп. Ballet Alicia Alonso), що в подальшому стала основою для створення Національного балету Куби..
В 1955—1959, покинувши Кубу диктаторського режиму Батисти, танцювала в Російському балеті Монте-Карло. В 1957—1958 виступала на сцені Великого і Кіровського театрів. Танцювала в різних ролях класичного балетного репертуару в театрах Європи, Азії та Америки.
В 1959, після перемоги Кубинської революції, повернулася на батьківщину. У листопаді 2010, до сторіччя Хосе Лесама Ліми, поставила балет за його поемою «Смерть Нарциса» на музику Хуліана Орбона.

## Нагороди і звання
Премія Анни Павлової (1966). Почесний доктор мистецтв Гаванського університету (1973). Національний орден Фелікса Варела (1981). Іспанський Орден Ізабелли Кастильської (1993). Командор Ордена Мистецтв та літератури Франції (1998). Премія «Benois de la dance» (2000). Орден Хосе Марти (2000) та інші. Посол доброї волі ЮНЕСКО (2002).